# Wereldkampioenschappen taekwondo (WT)
De Wereldkampioenschappen taekwondo zijn door World Taekwondo (WT) georganiseerde kampioenschappen voor taekwondoka's. De eerste editie vond plaats in het Zuid-Koreaanse Seoul in 1973.

## Erelijst
| Editie | Jaar | Locatie                            |
| ------ | ---- | ---------------------------------- |
| 1      | 1973 | Seoel (Zuid-Korea)                 |
| 2      | 1975 | Seoel (Zuid-Korea)                 |
| 3      | 1977 | Chicago (Verenigde Staten)         |
| 4      | 1979 | Stuttgart (BRD)                    |
| 5      | 1982 | Guayaquil (Ecuador)                |
| 6      | 1983 | Kopenhagen (Denemarken)            |
| 7      | 1985 | Seoel (Zuid-Korea)                 |
| 8      | 1987 | Barcelona (Spanje)                 |
| 9      | 1989 | Seoel (Zuid-Korea)                 |
| 10     | 1991 | Athene (Griekenland)               |
| 11     | 1993 | New York (Verenigde Staten)        |
| 12     | 1995 | Manilla (Filipijnen)               |
| 13     | 1997 | Hongkong (Hongkong)                |
| 14     | 1999 | Edmonton (Canada)                  |
| 15     | 2001 | Jeju-si (Zuid-Korea)               |
| 16     | 2003 | Garmisch-Partenkirchen (Duitsland) |
| 17     | 2005 | Madrid (Spanje)                    |
| 18     | 2007 | Peking (China)                     |
| 19     | 2009 | Kopenhagen (Denemarken)            |
| 20     | 2011 | Gyeongju (Zuid-Korea)              |
| 21     | 2013 | Puebla (Mexico)                    |
| 22     | 2015 | Tscheljabinsk (Rusland)            |
| 23     | 2017 | Muju (Zuid-Korea)                  |
| 24     | 2019 | Manchester (Verenigd Koninkrijk)   |